# 반도체 IP 코어
전자 설계에서 반도체 IP 코어(Semiconductor intellectual property core, IP core), IP 블록(IP block)은 지식 재산권이 되는 논리, 셀, 집적 회로 레이아웃 설계의 재이용 가능한 유닛이다. IP 코어는 다른 업체에 라이선스하거나 하나의 사업체에서 전적으로 소유, 사용할 수 있다.

## 역사
IP 코어의 라이선스와 이용은 1990년대 들어 실현되었다. 시장에서 경쟁하는 수많은 라이선스 발급자들과 파운드리들이 있다. 오늘날 가장 널리 라이선스된 IP 코어는 ARM 홀딩스(2013년 기준 43.2% 시장 점유율), 시높시스(2013년 기준 13.9% 시장 점유율), 이매지네이션 테크놀로지(2013년 기준 9% 시장 점유율), 케이던스 디자인 시스템즈(2013년 기준 5.1% 시장 점유율)이다.

## IP 코어의 종류
- 소프트 코어(soft core)
- 하드 코어(hard core)

## 같이 보기
- 반도체
- 배치설계권
- 파운드리